# Cheminée volcanique
Ne doit pas être confondu avec Cheminée de fée.

Schéma d'un volcan en éruption avec sa cheminée volcanique.

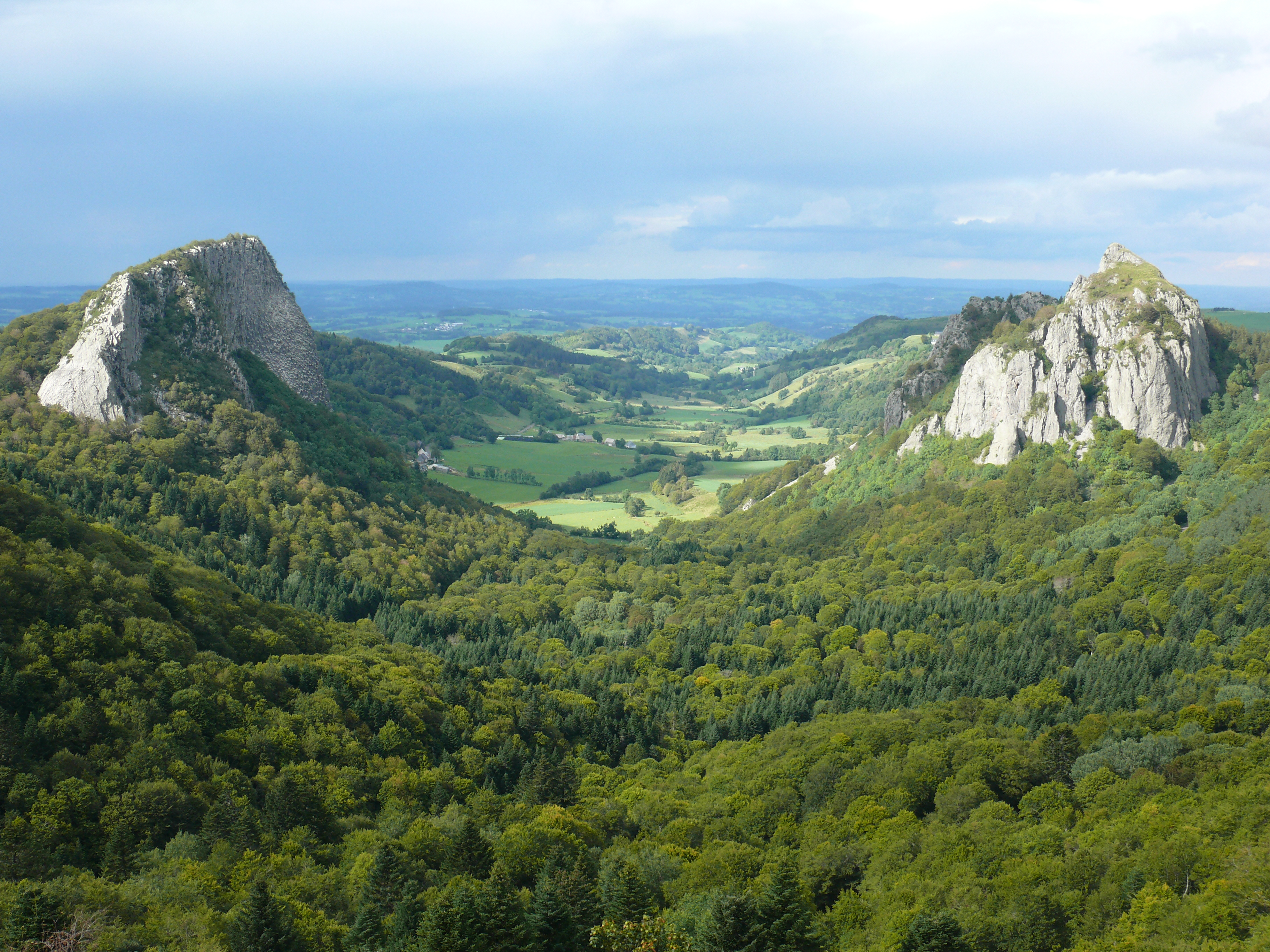
Les necks résultent d'anciennes cheminées volcaniques comblées. Les célèbres roches jumelles phonolitiques Tuilière (à gauche) et Sanadoire (à droite), sont respectivement un gigantesque sill et un poly-necks formé de remplissages successifs de sept cheminées coalescentes.

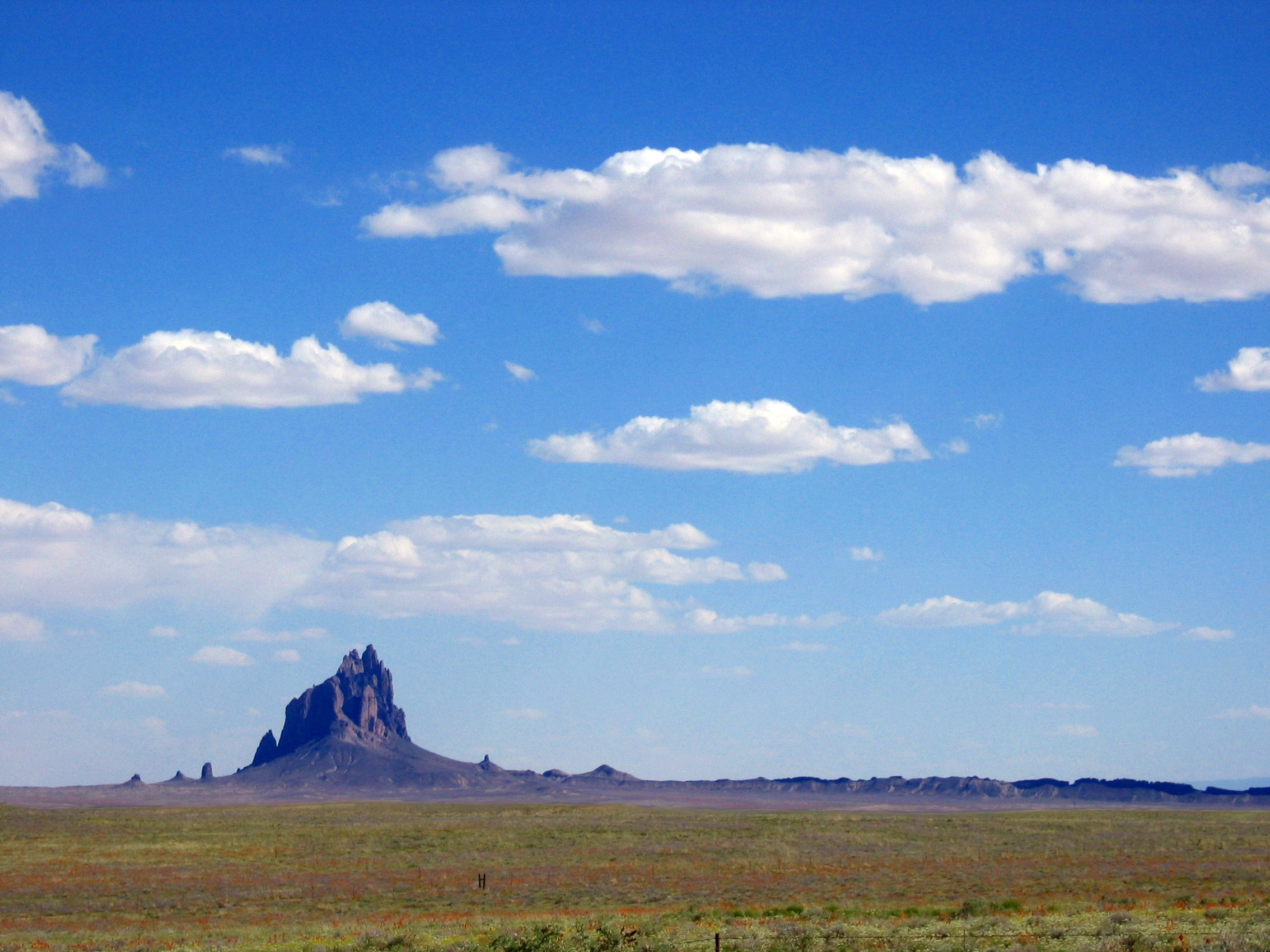
Vue distante de Ship Rock (à gauche), diatrème dont la base présente 3 dykes majeurs (un visible à doite, en forme de muraille) et une série de dykes mineurs.

Une cheminée volcanique est un conduit éruptif créé par l'ascension des magmas d'une chambre magmatique jusqu'à la surface d'un cratère volcanique et par lequel sont émis les produits volcaniques (gaz, laves et projections). Le terme conduit volcanique est plus général car il n'implique pas un débouché sur la surface[réf. souhaitée]. Les recherches sur l'étude de la dynamique du magma durant son ascension se multiplient car les processus dans le conduit volcanique gouvernent l'évolution de l'activité éruptive des volcans,.

## Description
Le transfert du magma à travers la croûte terrestre se fait par fracturation hydraulique, autrement dit par injection de sills et dykes multiples qui résultent du remplissage de fractures verticales, radiaires ou concentriques à l'édifice volcanique. Ces filons, en général de longueur de 1 à 10 Km et d'épaisseur de 1 à 10 m se propagent dans les roches encaissantes à des vitesses de quelques m/s. Cette propagation par injection de magma suit une direction perpendiculaire à la contrainte compressive minimale, ou bien à la faveur de discontinuités mécaniques comme des failles ou des changements de lithologie. Les filons alimentent ainsi des chambres magmatiques ou les éruptions fissurales en surface parfois associées à des fontaines de lave. Lorsque les éruptions se poursuivent, le magma se refroidit aux épontes des filons, et son écoulement se focalise au niveau d'un dyke d'alimentation qui a évolué en un conduit unique plus ou moins cylindrique, dont l'élargissement est causé soit par l'érosion de la roche hôte, soit par la fracturation,. Le conduit « correspond en surface à un évent. Cet évent peut être associé à l'édification d'un cône pour les magmas les plus fluides ou d'un dôme pour les magmas les plus visqueux ».
La dénomination de cheminée est ainsi « impropre, tant en raison de la fonction à laquelle elle fait penser (acheminant feu, flammes, fumée…) que par la section cylindrique qu'elle suggère… Dans l'édifice volcanique ainsi que dans la croûte terrestre, l'espace rempli par le magma doit avoir l'allure d'un mur ou filon vertical (dyke), ou plutôt d'un système complexe de dykes entrecroisés, ménageant des volumes à contours irréguliers et tortueux ».
Nulle voie ne préexistant, une cheminée volcanique est soit active, soit bouchée (bouchon lavique au sommet), et correspond à une seule éruption particulière, dont la durée peut être cependant très variable (de quelques instants à de nombreuses années), chaque éruption créant sa propre cheminée.
« Si tous les conduits à magma partant d'une chambre magmatique débouchaient à la surface, il y aurait de quatre à dix fois plus d'éruptions. Nous connaîtrions alors entre 200 et 600 éruptions à l'air libre chaque année, au lieu de 50 ou 60. S'il n'en est pas ainsi, c'est bien parce que la plupart des fractures qui se forment à partir d'une chambre magmatique sous pression se propagent, puis s'arrêtent. Ce fait est attesté à la fois par les mesures géophysiques sur des volcans actifs et par l'examen des conduits apparents d'anciens volcans érodés. D'après ces observations, seulement 10 à 25 pour cent des fractures qui naissent au-dessus d'une chambre magmatique percent la surface ».
Une cheminée peut être dégagée des roches qui l'entourent par l'érosion et former ainsi un neck.